# Giovanni Sechi
Pour les articles homonymes, voir Sechi.
Giovanni Sechi (Sassari, 17 janvier 1871 - Rome, 1er mai 1948) était un homme politique et un amiral italien.

## Biographie
Giovanni Sechi est né à Sassari le 17 janvier 1871, fils de Diego Sechi et Angela Parodi. Il est diplômé de l'Académie navale le 1er novembre 1883.
Il a combattu dans la guerre italo-turque de 1911-12 et dans la Première Guerre mondiale de 1915-18. Le 28 avril 1918, il est promu au rang de sous-lieutenant de vaisseau (Sottotenente di vascello).
Officier de la Regia Marina, il a été chef d'état-major de la marine de 1918 à 1919.
Nommé sénateur du royaume d'Italie en 1919. Il a été ministre de la Marine du royaume d'Italie dans les gouvernements Nitti I, Nitti II et Giolitti V (1919-1921). Il a assumé également le poste de ministre de la Guerre du royaume d'Italie pendant une journée au début de ses mandats.
Il est promu vice-amiral de réserve navale (Viceammiraglio nella riserva navale) en 1923, puis Amiral d'escadre de réserve navale (Ammiraglio di squadra nella riserva navale) en 1926.
Il décède le 1er mai 1948 à Rome.

### Promotions militaires
- Garde-marine (Guardiamarina): 24 juin 1888
- Sous-lieutenant de vaisseau (Sottotenente di vascello): 30 juin 1889
- Lieutenant de vaisseau (Tenente di vascello): 25 juillet 1892
- Capitaine de corvette (Capitano di corvetta): 7 mai 1905
- Capitaine de frégate (Capitano di fregata): 16 janvier 1910
- Capitaine de vaisseau (Capitano di vascello): 15 février 1914
- Contre-amiral (Contrammiraglio): 28 avril 1918-14 mars 1920, date de la retraite
- Vice-amiral de la réserve navale (Viceammiraglio nella riserva navale): 9 novembre 1923
- Vice-amiral d'escadre de la réserve navale (Viceammiraglio di squadra nella riserva navale): 23 décembre 1923
- Amiral d'escadre (Ammiraglio di squadra nella riserva navale) : 16 septembre 1926

### Fonctions et titres
- Chef de section au ministère de la Marine (10 juin 1906-17 juillet 1908)
- Chef de bureau à l'arsenal de Tarente (2 octobre 1911)
- Chef d'état-major adjoint (17 avril-1er septembre 1918) (1er septembre 1918-23 juin 1919)
- Président du registre naval et aéronautique italien (Registro Italiano Navale) de 1928 à 1935.

### Commissions sénatoriales
- Membre de la commission d'examen du projet de loi "Nouveau code pénal militaire" (14 juin 1926)
- Membre de la commission d'examen du projet de loi sur la conscription maritime (6 juin 1927).
- Membre de la commission des finances (17 avril 1939-5 août 1943)

## Décorations
- Commandeur de l'ordre militaire de Savoie
- 15 novembre 1918
 - Chevalier grand-croix décoré du grand cordon de l'ordre de la Couronne d'Italie
- 2 janvier 1920
 - Chevalier grand-croix décoré du grand cordon de l'ordre des Saints-Maurice-et-Lazare
- 5 juillet 1935
 - Croix d'or avec couronne royale pour ancienneté dans le service militaire pour les officiers ayant 40 ans de service.
 - Croix du Mérite de la guerre
 - Médaille commémorative de la guerre italo-turque 1911-1912
 - Médaille commémorative de la guerre italo-autrichienne 1915-1918 (campagne de 4 ans)
 - Médaille commémorative de l'Unité italienne
 - Médaille italienne de la Victoire interalliée

## Sources
- (it) Cet article est partiellement ou en totalité issu de l’article de Wikipédia en italien intitulé « Giovanni Sechi » (voir la liste des auteurs).